# St. Burkhard (Uiffingen)

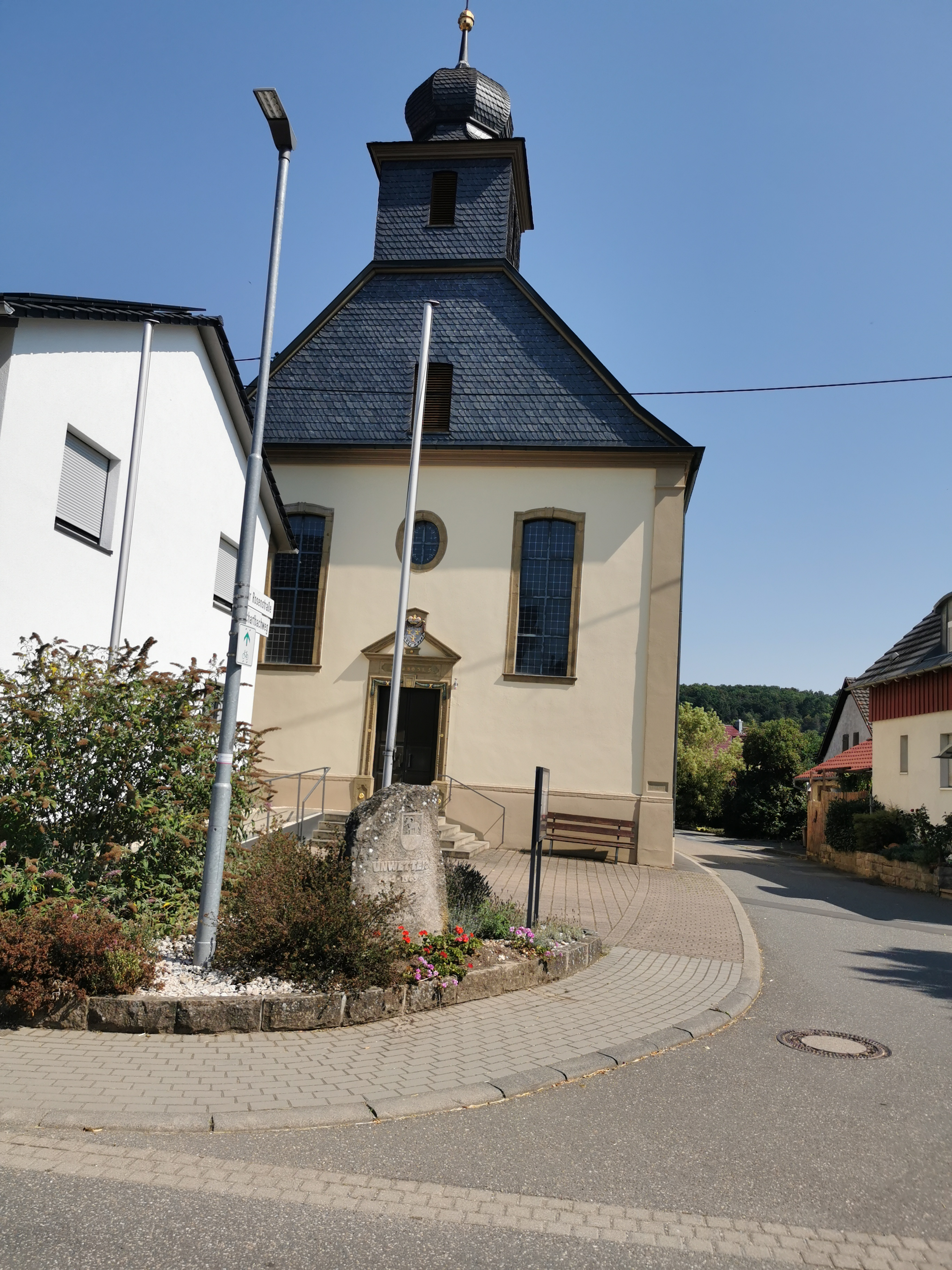
St. Burkhard in Uiffingen

Die römisch-katholische Filialkirche St. Burkhard in Uiffingen, einem Stadtteil von Boxberg im Main-Tauber-Kreis, wurde von 1803 bis 1813 errichtet und ist dem heiligen Burkhard geweiht.

## Geschichte
Der Kirchenbau wurde im Jahre 1803 begonnen. Uneinigkeiten zwischen den beiden Konfessionen im Ort sowie der im Jahre 1806 aufgrund der Gebietsreform erfolgte Herrschaftswechsel vom Fürstentum Leiningen zum Großherzogtum Baden verzögerten den Kirchenbau in der Folge enorm. Hinzu kamen große Finanzierungsprobleme und eine allgemeine Notlage infolge der napoleonischen Kriege. Dies führte dazu, dass der Kirchenbau lange ohne Dach blieb und Witterungsschäden bereits größere Ausmaße annahmen. Erst im Jahre 1811 konnte der Bau mit der Unterstützung des evangelischen Gemeindeteils sowie durch eine Neuregelung der Pfarreinkünfte und Güter fortgeführt und im Jahre 1820
Die Uiffinger Burkhardskirche ist eine Filialgemeinde der katholischen Kirchengemeinde Kupprichhausen und gehört zur Seelsorgeeinheit Boxberg-Ahorn, die dem Dekanat Tauberbischofsheim des Erzbistums Freiburg zugeordnet ist.

## Kirchenbau und Ausstattung
Es handelt sich um einen schlichten klassizistischen Saalbau mit Dachreiter, Schmuckportal und eingemauertem Stein. Die Kirche verfügt über ein zweistimmiges, historisches Bronzegeläut aus dem 18. Jahrhundert.